# Газовий конфлікт між Російською Федерацією та Європейським Союзом
Газовий конфлікт між Російською Федерацією та Європейським Союзом розгорівся в березні 2022 року після ескалації російсько-української війни, яка сталася наприкінці лютого того ж року, коли Росія та основні країни ЄС зіткнулися з питанням оплати газу з трубопроводів, експортованого Росією до Європи».

## Історія
У відповідь на новий раунд жорстких санкцій, запроваджених країнами ЄС проти Росії, президент Росії Володимир Путін 23 березня 2022 року оголосив, що ухвалив рішення, згідно з яким платежі за російський трубопровідний газ будуть переведені з «валют, які були скомпрометовані (долар США та євро) на платежі в рублях щодо раніше офіційно визначених «недружніх країн», включаючи всі країни Європейського Союзу; 28 березня він доручив ЦБ Росії, уряду та «Газпрому» представити пропозиції до 31 березня щодо розрахунків за газ в рублях з «недружніх країн». Цей крок президента Путіна був спрямований на те, щоб змусити європейські компанії безпосередньо підтримувати російську валюту, а також повернути російський Центральний банк у світову фінансову систему після того, як санкції майже відірвали його від фінансових ринків. Головний економіст ING bank Карстен Бжескі заявив Deutsche Welle, що вважає попит на газ за рубль "розумним кроком".
28 березня міністр економіки Німеччини Роберт Габек заявив, що країни Групи семи відхилили вимогу президента Росії про оплату газу в рублях. Того ж дня речник президента Росії Дмитро Пєсков заявив, що Росія «не буде постачати газ безкоштовно».
Увечері 29 березня повідомлялося, що фізичні потоки газу по трубопроводу Ямал-Європа в німецькому пункті Малноу впали до нуля. Наступного дня міністр економіки та клімату Німеччини Роберт Габек запустив рівень «раннього попередження» щодо поставок газу, перший крок національного плану надзвичайних ситуацій з газом, який передбачав створення кризової групи з представників федерального та земельного урядів, регуляторів. і приватна промисловість, що в кінцевому підсумку може призвести до нормування газу; він закликав німців добровільно скоротити споживання енергії, щоб покласти край залежності країни від Росії. Подібний крок зробив австрійський уряд. Тим часом «Газпром» заявив, що продовжує постачати газ до Європи через Україну, а російський газ також почав надходити на захід по трубопроводу через Польщу. Російське ТАСС повідомляє, що президент Путін провів телефонну розмову з канцлером Німеччини Олафом Шольцом, щоб "повідомити його про рішення перейти на розрахунки за газ в рублях". Як повідомляє офіс Олафа Шольца, президент Володимир Путін сказав канцлеру Німеччини, що європейські компанії можуть продовжувати платити в євро або доларах.
31 березня президент Володимир Путін підписав указ, який зобов’язує покупців російського газу з «недружніх країн» створювати спеціальні «K-рахунки» для перерахування своїх платежів, весь платіжний механізм буде керуватись дочірнім підприємством російського Газпромбанку Газпрому. Він сказав, що будь-яка країна, яка відмовиться використовувати механізм оплати, порушить їхні контракти і зіткнеться з «відповідними наслідками».